# Cneo Quincio Capitolino
Cneo Quincio Capitolino fue dictador romano en el 331 a. C. clavi figendi causa.
Se suele distinguir durante la República Romana dos clases de dictaduras:
La primera llamada Dictator Optima Lega Creatus (con máximo derecho), tenía entre otras funciones la de declarar la guerra y dirigirla o bien aplastar una revuelta interna.
La segunda clase de dictadura era la llamada Dictator Inminuto iure de derechos más delimitados. Dentro de éste incluimos el dictator clavi figendi causa (para clavar el clavo del templo de Jùpiter) o el dictator latinarum feriarum causa (para las fiestas latinas).